# 曾益
曾益（?—1646年），字洪西，撫州府臨川縣人，明朝、南明政治人物。

## 生平
曾益是崇禎十五年（1642年）獲賜特用進士，獲授兵部司務；弘光帝繼位後遷任車駕主事，歷任郎中、貴州提學僉事、安平參議。貴陽失陷，曾益前往定番和唐勳調動土兵守城，用藥箭幾乎射死艾能奇。艾能奇聲言：「給我斗酒就立即退兵。」城中人以為他膽怯，鬆懈下來；艾能奇乘機攻陷定番城，曾益和妻子黃氏、兒子曾之琮以及唐勳被殺，朝廷追贈太僕卿。曾益的其他兒子曾之璋、曾之球、曾之琦都是諸生，跟隨曾亨應起兵撫州被殺；弟弟曾栻曾擔任蒲圻知縣，也在之前遇害。

## 引用
1. 1 2  錢海岳《南明史·卷六十三·列傳第三十九》：曾益，字洪西，臨川人。崇禎十三（五）年特用。授兵部司務。安宗立，遷車駕主事，歷郎中、貴州提學僉事、安平參議。
2. ↑  錢海岳《南明史·卷六十三·列傳第三十九》：貴陽破，走定番，與唐勳調土兵守城，藥箭射艾能奇幾死。能奇給之曰：「與我斗酒，即退兵去。」城中以為怯也，守稍懈。能奇乘之，城遂不守，益、勳一門死，贈太僕卿。妻黃與子之琮從死。子之璋、之球、之琦，諸生，從曾亨應起兵撫州死。弟栻蒲圻知縣，亦前死。